# Epidesma satania
Epidesma satania är en fjärilsart som beskrevs av William Schaus 1924. Epidesma satania ingår i släktet Epidesma och familjen björnspinnare. Inga underarter finns listade i Catalogue of Life.